# NGC 5297
NGC 5297 ist eine Balkenspiralgalaxie vom Hubble-Typ SBc im Sternbild Jagdhunde, die etwa 112 Millionen Lichtjahre von der Milchstraße entfernt ist und in gravitationeller Wechselwirkung mit NGC 5296 steht.
Das Objekt wurde am 9. April 1787 von Wilhelm Herschel mit einem 18,7-Zoll-Spiegelteleskop entdeckt, der sie dabei mit „cB, mE 60 degrees np-sf, vsBM“ beschrieb.

## NGC 5297-Gruppe (LGG 358)
| Galaxie   | Alternativname | Entfernung/Mio. Lj |
| --------- | -------------- | ------------------ |
| NGC 5297  | PGC 48815      | 112                |
| NGC 5296  | PGC 48811      | 105                |
| NGC 5336  | PGC 49250      | 113                |
| PGC 48989 | UGC 8733       | 108                |
| PGC 49299 | UGC 8798       | 106                |